# Carrer de la Font (Borredà)
Carrer de la Font és un vial al nucli de Borredà (Berguedà) catalogat a l'Inventari del Patrimoni Arquitectònic de Catalunya. Carrer amb força desnivell, situat al darrere de l'església, per sota del camí de Frontanyà. És de perfil serpentejant i no gaire ample. Les cases són senzilles, de planta baixa i dos pisos majoritàriament, amb el parament de pedra irregular disposada en filades. Algunes de les cases estan malmeses, abandonades, però tampoc es pot generalitzar. Destaquen els habitatges número 32 i 34 on hi figura gravada a ambdues façanes la data de 1788, així com el treball del ferro forjat sense soldadures, unit amb abraçadores de les 16 i 28. Aquests dos últims habitatges estan datats vers 1761.
El moment més fort del desenvolupament gremial és al darrer quart del s. XVII i primera meitat del següent. És aleshores quan es configura el carrer de Frontanyà, entorn l'antic camí de Sant Jaume. A partir de la segona meitat del s. XVIII la ciutat arriba al clímax demogràfic i econòmic; el tipus d'habitatge d'aquest moment és més senzill que el d'èpoques anteriors, més popular i l'ocupen sobretot artesans amb una importància secundària a la vida de la vila que de vegades també treballen la terra. D'aquest moment es daten els carrers Font i Berga. Actualment molts dels habitatges s'han convertit en segones residències.